# 松平直哉
松平 直哉（まつだいら なおとも、なおとし）は、出雲国母里藩の第10代（最後）の藩主。直政系越前松平家母里藩分家10代。官職は志摩守、主計頭。
明治維新後、母里藩知事、子爵。東京市赤坂区区会議員、同副議長、同区学務委員などを歴任。貴族院議員を務めた。

## 略伝
嘉永元年（1848年）2月29日、第9代藩主・松平直温の長男として生まれる。幼名は悦之進。母は側室・吉村氏。
安政3年（1856年）9月、父が亡くなり、12月15日、家督を継いだ。文久2年（1862年）12月16日、従五位下主計頭となる。元治元年（1864年）の第1次長州征伐に藩は消極的な立場をとった。後に幕府に懇願して10万石の格式を許されている。
明治2年（1869年）6月25日、版籍奉還により母里藩知事に任じられる。明治3年（1870年）の藩政改革では士族の帰農政策を推進したが失敗した。明治4年（1871年）7月15日、廃藩置県で藩知事を免職された。このとき東京へ移ろうとしたが、領民の反対にあっている。
明治8年（1875年）12月、島根県・母里小学校（現・安来市立母里小学校）に資金を出している。
明治17年（1884年）7月8日、華族令により子爵となった。明治23年（1890年）7月10日、貴族院議員（子爵議員）に就任し、死去するまで在任した。
明治33年（1900年）1月3日、死去した。